# John Jellicoe
John Rushworth Jellicoe (Southampton, 5 december 1859 - Londen, 20 november 1935) was een Brits admiraal tijdens de Eerste Wereldoorlog.
Hij was al voor zijn 13e verjaardag bij de Britse Royal Navy gekomen, destijds verreweg de sterkste ter wereld. Hij ontwikkelde zich tot een intelligent en toegewijd officier, die in 1888 lid werd van de Admiraliteit. In 1893 was hij als tweede officier op de HMS Victoria betrokken bij een rampzalige aanvaring, waarbij vele doden vielen, maar in 1900 onderscheidde hij zich in het Verre Oosten tijdens de Bokseropstand door Europese vluchtelingen uit China op te vangen. 
Hij voerde in 1916 het bevel over de Grand Fleet tijdens de Slag bij Jutland, de grootste zeeslag tussen slagschepen ooit. Er waren hoog gespannen verwachtingen van de Royal Navy na twee jaar teleurstellende resultaten in de oorlog te land, met verwijzingen naar de Slag bij Trafalgar in 1805, waarmee Horatio Nelson zijn plaats in de Britse geschiedenis bevestigde. Het strategische doel van deze operatie, het handhaven van de blokkade tegen Duitsland, werd bereikt, maar het werd lang niet die daverende overwinning die het Britse moreel had kunnen opvijzelen. Jellicoe had moeite om aan politici uit te leggen dat hij in de omstandigheden de juiste beslissingen genomen had, al waren maritieme deskundigen het met hem eens. Winston Churchill zei over hem, dat hij de enige persoon was, die de Eerste Wereldoorlog in een namiddag had kunnen verliezen.
Rond kerstmis 1917 werd hij ontslagen door premier David Lloyd George, vanwege zijn pessimistische kijk op de mogelijkheden van de Marine. Zijn afkeer van politieke spelletjes kan ook een rol gespeeld hebben. In 1918 werd hij niettemin in de adelstand verheven en in april 1919, dus na de Eerste Wereldoorlog, werd hij opperbevelhebber van de vloot. Van 1920 tot 1925 was hij gouverneur-generaal van Nieuw-Zeeland.

## Militaire loopbaan
- Naval Cadet: 1872
- Midshipman: september 1874
- Sub-Lieutenant: 5 december 1878
- Lieutenant: 23 september 1880
- Commander: 30 juni 1891
- Captain: 1 januari 1897
- Rear Admiral: 8 februari 1907
- Vice Admiral: 18 september 1911
- Admiral: 4 augustus 1914
- Admiral of the Fleet: 3 april 1919

## Decoraties
- Ridder Grootkruis in de Orde van het Bad op 8 februari 1915
- Ridder Commandeur in de Orde van het Bad op 19 juni 1911
- Lid in de Orde van het Bad op 9 november 1900
- Orde van de Rode Adelaar, 2e klasse met Zwaarden in april 1902
- Order of Merit op 31 mei 1916
- Ridder Grootkruis in de Koninklijke Orde van Victoria op 17 juni 1916
- Ridder Commandeur in de Koninklijke Orde van Victoria op 3 augustus 1907
- Commandeur in de Koninklijke Orde van Victoria op 10 februari 1906
- Medal for Saving Life at Sea in 1886
- Grootkruis in het Legioen van Eer op 15 september 1916
- Grootlint in de Leopoldsorde op 21 april 1917
- Orde van Sint-George, 3e klasse op 5 juni 1917
- Grootkruis in de Militaire Orde van Savoye op 11 augustus 1917
- Grootlint in de Orde van de Rijzende Zon op 29 augustus 1917
- Burggraaf (Viscount) Jellicoe van Scapa Flow op 7 maart 1918
- Graaf (Earl) Jellicoe en Viscount Brocas van Southampton in de County van Southampton op 1 juli 1925
- Croix de guerre op 21 februari 1919
- Oorlogskruis op 21 april 1917
- Egypte Medaille
- Medaille voor de Oorlog in China in 1900
- 1914 Ster
- Britse Oorlogsmedaille
- Overwinningsmedaille
- Kroningsmedaille van George V
- Medaille voor het Zilveren Jubileum van George V
- Navy Distinguished Service Medal op 16 september 1919